# Pietro Pileo di Prata

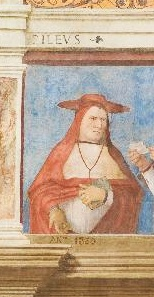
Kardinal Pietro Pileo di Prata (Fresko in Padua, um 1505)

Pietro Pileo di Prata (* um 1330; † Dezember 1401 in Rom), öfter auch Pileus de Prato, war ein italienischer Graf, Bischof, Kardinal und päpstlicher Diplomat.

## Herkunft
Er entstammte dem in Nordost-Italien ansässigen Geschlecht der Grafen von Prata und wurde geboren als Sohn von Biaquino di Prata, Graf von Porcia und Brugnera, sowie dessen Gemahlin Enselgarda da Carrara, aus der bedeutendsten Familie von Padua. Francesco I. da Carrara (1325–1393), Stadtoberhaupt Paduas und Freund des Dichters Francesco Petrarca, war sein mütterlicher Cousin.

## Leben und Wirken
Der Adelige studierte die damals üblichen kirchlichen Wissenschaften und wurde Erzpriester im Domkapitel zu Padua.
Am 1. Juni 1358 erfolgte die Wahl des Grafen zum Bischof von Treviso. Schon am 12. Juni 1359 wurde er Bischof von Padua; am 23. Januar 1370 Erzbischof von Ravenna. Mit Papst Gregor XI., der ihn per Datum vom 3. Januar 1371 zu seinem Legaten bestimmte, weilte er zu jener Zeit in Bologna. 1375 machte er ihn zu seinem Nuntius in Brügge.
Im Konsistorium vom 18. September 1378 erhob ihn Papst Urban VI. zum Kardinalpriester von Santa Prassede, worauf Pietro Pileo di Prata sein Amt als Erzbischof von Ravenna niederlegte. Der Papst ernannte ihn zum Legaten in Deutschland, am Hofe Graf Ludwigs II. von Flandern.

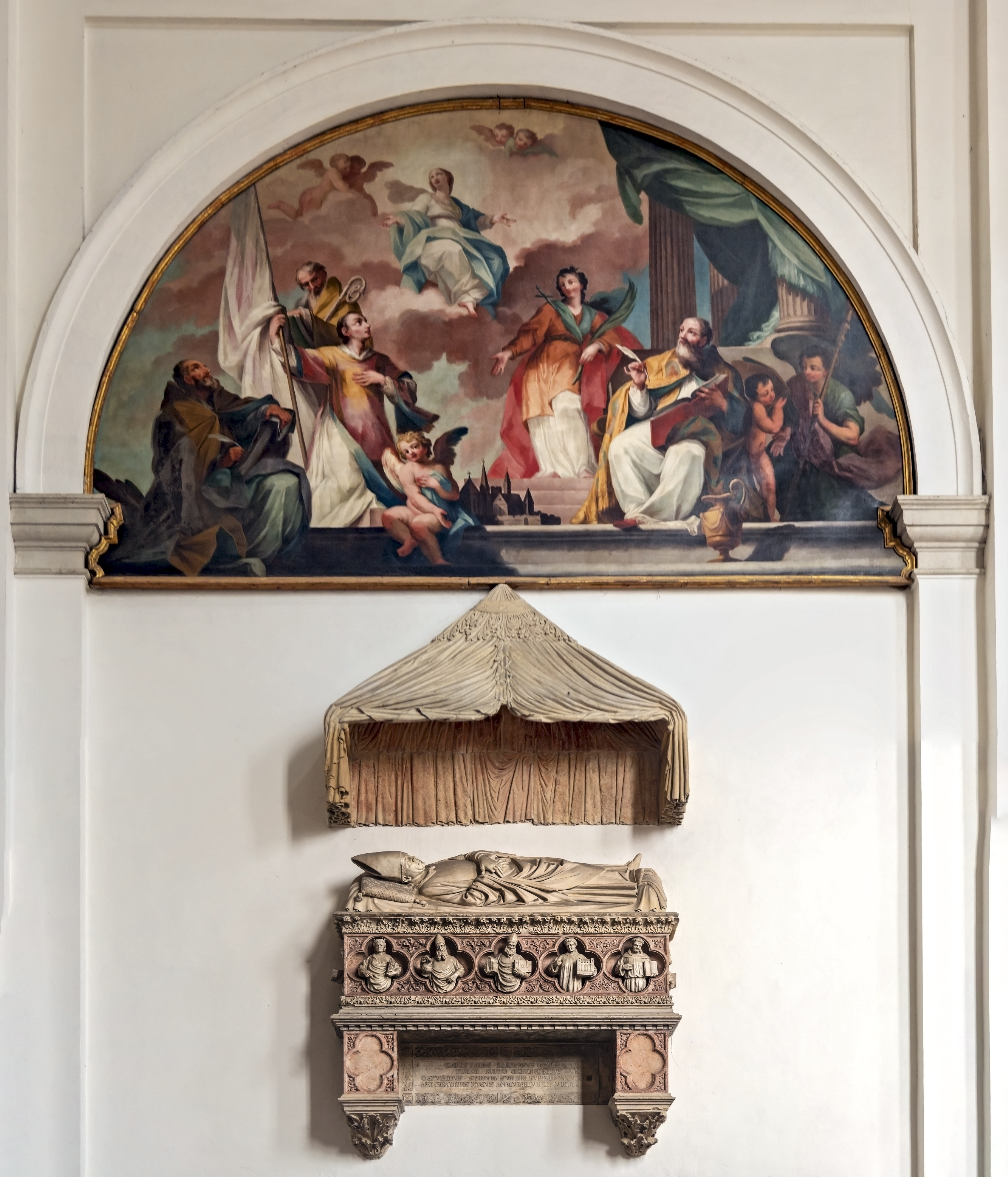
Grab des Kardinals in der Kathedrale von Padua

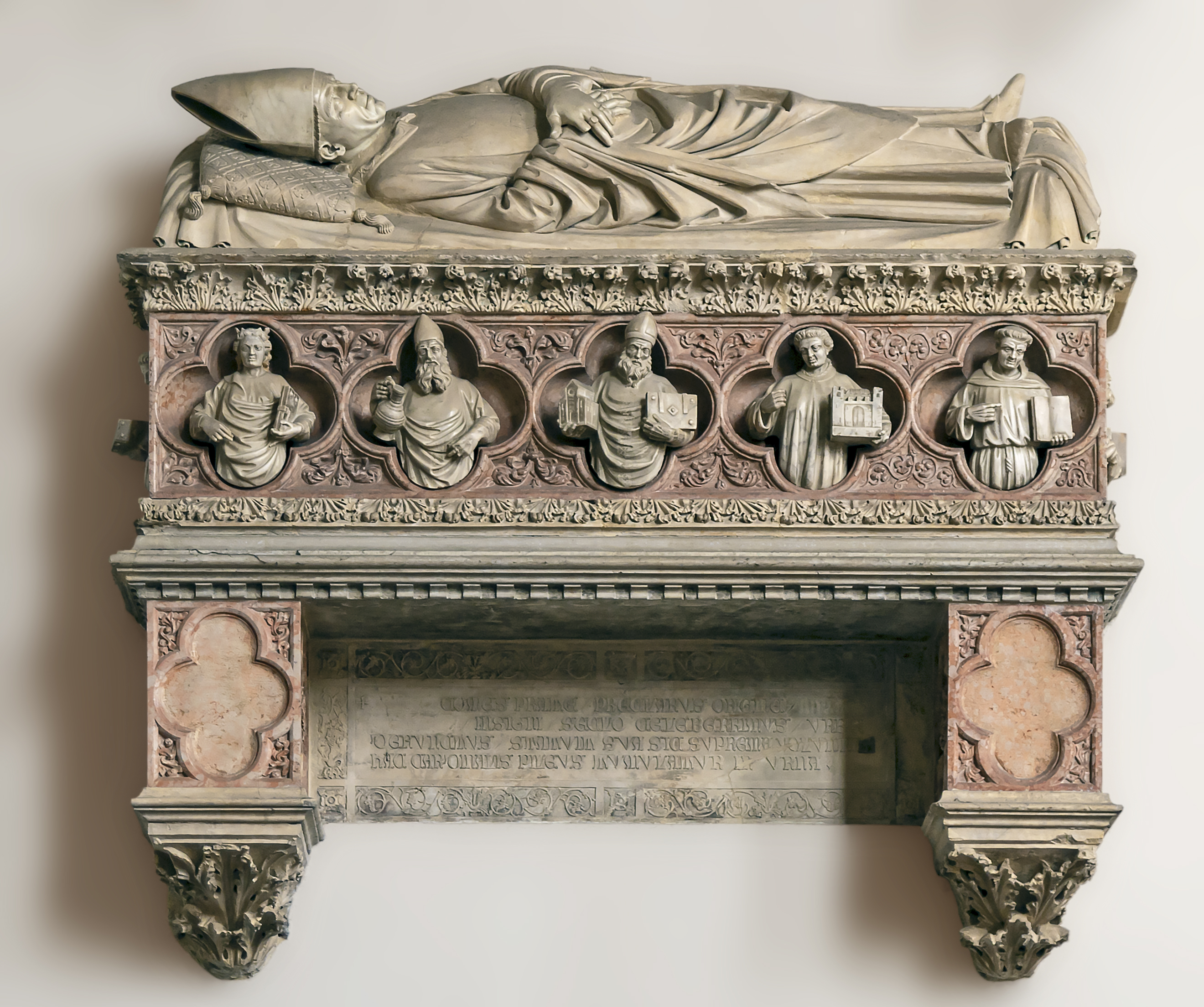
Sargfigur des Kardinals

Gleichzeitig erhielt er den Auftrag, den Pontifex in Dänemark, Schweden und Norwegen zu vertreten; er korrespondierte mit König Karl V. von Frankreich und hielt sich 1380 mit dem deutschen König Wenzel in Mainz auf. Für Anne von Böhmen, die Schwester des Königs, vermittelte di Prata eine sehr glückliche Ehe mit dem englischen König Richard II. Während seines Deutschlandaufenthaltes besuchte Pietro Pileo di Prata viele Städte, Klöster und Kirchen; beispielsweise 1380 Auerbach in der Oberpfalz, wo man zum Andenken eine Messstiftung dotierte, oder 1381, zur Grundsteinlegung, das Kartäuserkloster Nürnberg. Der Prälat ordnete im päpstlichen Namen kirchliche Besitzrechte, nahm zuweilen Veränderungen an den Jurisdiktionen vor (das pfälzische Dorf Merzalben schlug er 1381 vom Bistum Metz zum Bistum Worms), prüfte Beschwerden gegen geistliche Würdenträger, gewährte Ablässe (z. B. 1380 für die Marienkirche in Tiefenthal/Pfalz und für das Jakobskloster auf dem Donnersberg), ließ aber auch das eucharistische Wunder von Boxtel genau untersuchen und erlaubte per Dekret vom 25. Juni 1380 die dortige Wallfahrt. Es existieren aus der Zeit seiner Legation zahlreiche Urkunden, von ihm ausgestellt in Mainz, Frankfurt am Main, Worms, Speyer, Nürnberg und anderen Orten.
Danach avancierte Pileo di Prata zum Kardinalprotopriester und Legaten in England; 1385, nach seiner Rückkehr, zum Kardinalbischof und Oberhirten des suburbikarischen Bistums Frascati. Schließlich reiste er nach Neapel um König Karl III. mit dem Papst zu versöhnen.
Ende des Jahres 1385 gehörte er zu jenen fünf Kardinälen, die ein Rundschreiben an den römischen Klerus erließen, in dem sie die Gewalttätigkeiten Papst Urban VI. kritisierten. Urban ließ ihn verhaften, Kardinal di Prata entfloh jedoch und verbrannte 1386 aus Protest öffentlich seinen Kardinalshut auf dem Hauptplatz von Pavia. Er unterstellte sich dem Gegenpapst Clemens VII., der ihn zum Administrator des Bistums Viviers machte, seinen Kardinalstitel anerkannte und ihm einen neuen Hut sandte; Urban VI. hingegen exkommunizierte ihn am 3. Oktober 1387. Pietro Pileo di Prata besuchte den Gegenpapst persönlich in Avignon und dieser sandte ihn, an der Spitze einer Armee, 1388 nach Norditalien.
Im Oktober 1389 starb Urban VI. Kardinal di Prata wandte sich daraufhin sofort von dem Gegenpapst Clemens VII. ab und unterwarf sich dem rechtmäßigen Papst Bonifatius IX. Dieser hob die Exkommunikation auf, erkannte erneut die Kardinalswürde an und übersandte ihm nochmals einen roten Kardinalshut. Wegen der drei empfangenen Hüte nannte man Pietro Pileo di Prata auch Kardinal „Tricapella“ (den Dreihütigen). Am 13. Februar 1391 wurde er wieder Oberhirte des Bistums Frascati. Der Papst beauftragte ihn 1392 überdies mit der Reorganisation der Universität Perugia und ernannte ihn 1393 zu seinem Legaten in Umbrien. 1394 stiftete der Kardinal das nach ihm benannte „Collegio Pratense“, eine Schule für mittellose Studenten, in Padua. Diesem Institut hinterließ er auch sein gesamtes Vermögen, um damit dauerhaft 20 Studienplätze im kanonischen Recht zu sichern. Am 9. Januar 1397 kehrte Kardinal di Prata endgültig nach Rom zurück, wo ihn der Papst zu seinem Generalvikar einsetzte. Er zelebrierte 1398 am päpstlichen Hof die Weihnachtsmesse in Anwesenheit von sieben Kardinälen.
Im Dezember 1401 (manche Quellen nennen auch das Jahr 1400) soll er gestorben sein. Er wurde in der Kathedrale von Padua beigesetzt, dort hat sich das zeitgenössische Grabmal erhalten, mit seiner liegenden Darstellung auf dem Sarkophag.